# Funadhoo (Shaviyani-atol)
Funadhoo is een van de bewoonde eilanden van het Shaviyani-atol behorende tot de Maldiven. Funadhoo is de hoofdstad van het Shaviyani-atol.

## Demografie
Funadhoo telt (stand september 2006) 882 vrouwen en 862 mannen.